# Ligne 94 du tramway de Bruxelles (1912-1960)
Pour les articles homonymes, voir Ligne 94.
La ligne 94 est une ancienne ligne du tramway de Bruxelles qui reliait la place de la Paix à Evere à la gare de Bondael à Ixelles jusqu'en 1960.

## Histoire
La ligne est supprimée le 7 novembre 1960, la section entre la place des Palais à Bruxelles et la place Eugène Flagey à Ixelles est reprise par une nouvelle ligne d'autobus sous l'indice 17, remplaçant également la ligne de tramway 17[réf. nécessaire],.